# Franz Weisz

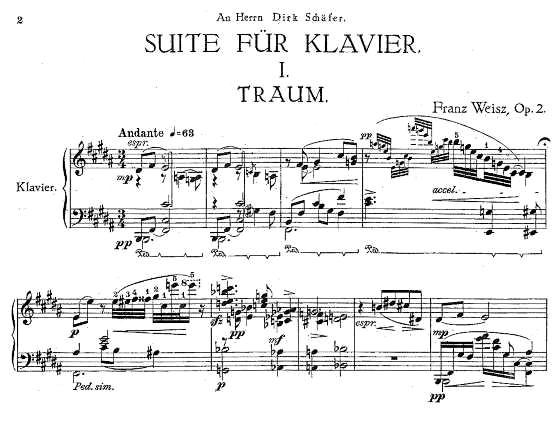
Suite für Klavier (1929 bei Rózsavölgyi)

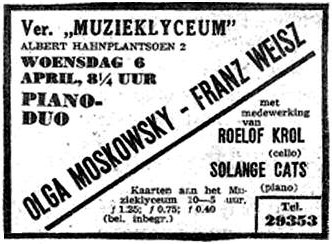
Anzeige in De Telegraaf (April 1938)

Franz Weisz (geboren 2. August 1893 in Budapest, Österreich-Ungarn als Ferenc Weisz; gestorben 30. September 1944 im KZ Auschwitz) war ein ungarisch-niederländischer Pianist und Komponist. 

## Leben
Ferenc Weisz studierte in Budapest am Nemzeti Zenede Klavier bei István Tomka (1855–1923) und Komposition bei Károly Aggházy. Nach Kriegsende erhielt er eine Stelle am Konservatorium, er emigrierte aber im Jahr 1920 nach der Niederschlagung der Ungarischen Räterepublik in die Niederlande, wo entfernte Verwandte von ihm wohnten. Er nannte sich fortan Franz Weisz und im Jahr 1932 erhielt er die niederländische Staatsbürgerschaft. Zwischen 1925 und 1934 war er mit seiner Klavierschülerin und Künstlerin Henriette Roos (1903–1992) verheiratet. Er war mit dem Komponisten Dirk Schäfer befreundet und schrieb über ihn postum eine kleine Biografie.
Weisz arbeitete in Amsterdam als freiberuflicher Musiklehrer und Komponist. Er komponierte für Klavier in kammermusikalischen Arrangements, aber auch für sinfonisches Orchester. 1929 erschienen fünf seiner Werke in Budapest im Druck. Von seinen Kompositionen ist nur wenig vollständig erhalten.
Er spielte häufig mit den Violinisten Alfred Indig und Alexander Moskowsky zusammen, mit Olga Moskowsky gestaltete er 1938 die niederländische Erstaufführung der Suite Scaramouche von Darius Milhaud in der Fassung für zwei Klaviere. Im Jahr 1938 wurde Weisz Assistent des russischen Pianisten Alexander Borovsky, Borovsky floh allerdings 1940 in die USA, während Weisz in den Niederlanden ausharrte. Im Mai 1943 wurde er verhaftet und in das Durchgangslager Westerbork deportiert. Im Januar 1944 kam er in das Ghetto Theresienstadt, wo er noch kurz an den Musikaktivitäten der Häftlinge teilhatte, er begleitete dort den tschechischen Violinisten Karel Fröhlich bei einer Aufführung. Ende September 1944 wurde Weisz in das Konzentrationslager Auschwitz deportiert und ermordet.

## Werke (Auswahl)
- Franz Weisz, Guido Adler: Ter Herinnering aan Dirk Schäfer 25 Nov. 1873 – 16 Febr. 1931. Amsterdam : Wereldbibliotheek, 1932

Kompositionen
- Konzertétüde für Klavier 1913
- Suite für Klavier 1922
- Nocturne für Klavier 1924
- 5 Stücke für Klavier (Rózsavölgyi, 1929)